# Lucius Caecilius Metellus Denter
Lucius Caecilius Metellus Denter var konsul 284 f.Kr. och praetor året därpå. Han stupade i kriget mot den keltiska folkgruppen senonerna och efterträddes av Manius Curius Dentatus.